# Fal·làcia de divisió

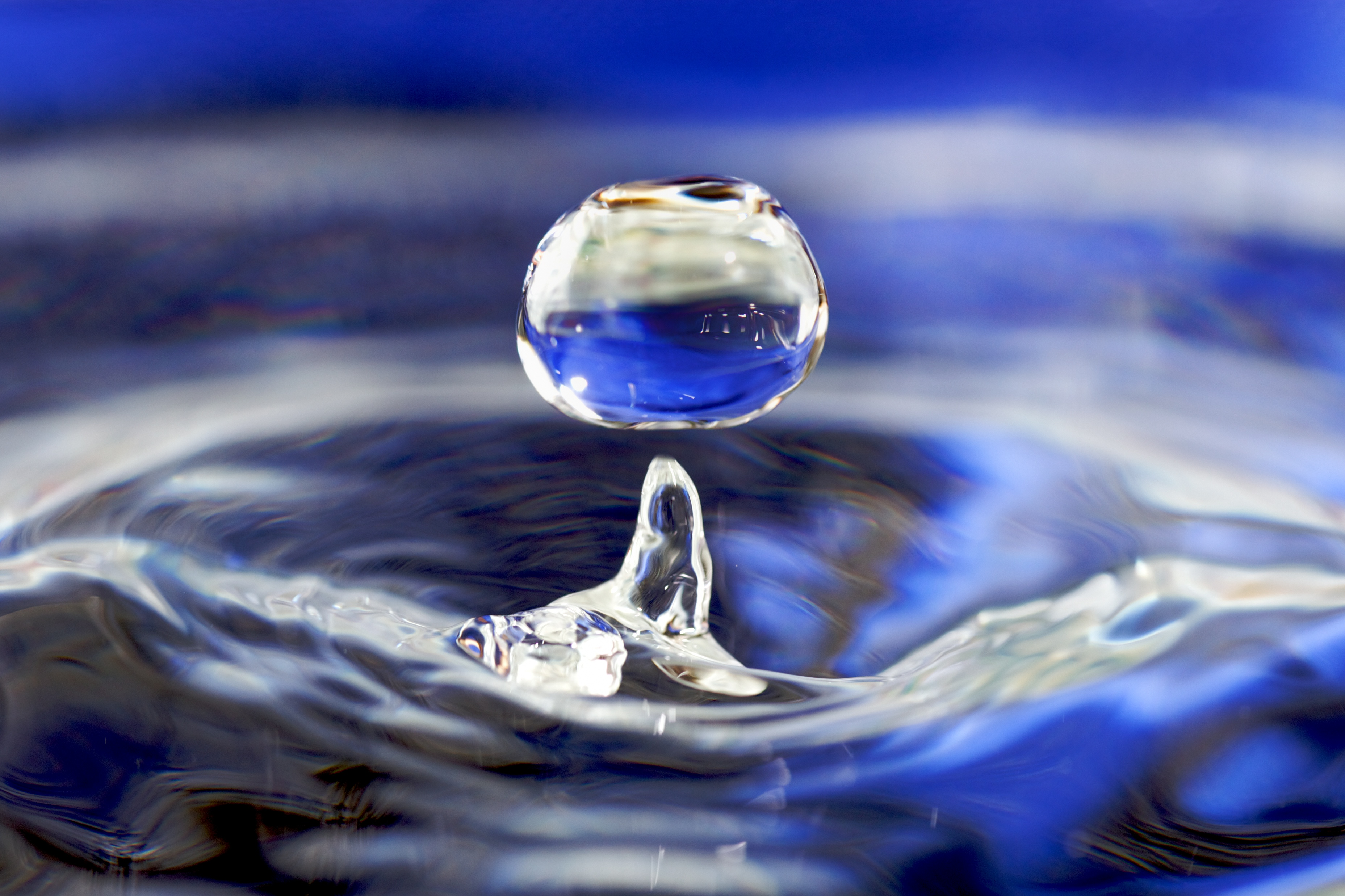
L'aigua és transparent. Per tant, les seues molècules també ho són

La fal·làcia de divisió consisteix a inferir que una cosa és veritable sobre una o diverses de les parts d'un tot, perquè és veritable sobre el compost del qual forma part.
L'invers de la fal·làcia de divisió és la fal·làcia de composició, en què s'infereix que una cosa és veritable sobre un tot perquè és veritable sobre una o més de les seues parts.

## Història
Tant la fal·làcia de divisió com la de composició les va tractar Aristòtil en Refutacions sofístiques.
En la filosofia d'Anaxàgores, com afirmava l'atomista romà Lucreci, se suposava que els àtoms que constitueixen una substància han de tenir les propietats més importants d'aquesta substància: els àtoms d'aigua estarien humits, els del ferro serien durs, els de llana serien tous, etc. Aquesta teoria s'anomena homoeomeries, i depén de la fal·làcia de divisió.

## Exemples
- El vol 4590 el va realitzar un avió Concorde que va esclatar, per la qual cosa tots els seus components esclataren.
- El sabor del guacamole és saborós, per la qual cosa els components amb què s'elabora (sal, llima, pebrotera) també ho són.
- L'auto és blau; per tant, els seus pneumàtics també ho són.

## Propietats emergents
Quan un sistema, considerat en conjunt, té una propietat que cap de les seues parts té, es diu que tal és una propietat emergent. L'existència –o no– de propietats emergents no fa unanimitat entre científics i epistemòlegs.